# Спермограмма
Спермограмма (от др.-греч. σπέρμα — семя и γράμμα — запись) — это качественное и количественное визуальное, физико-химическое и микроскопическое исследование спермы (эякулята) мужчин.

## Исследуемые характеристики при анализе эякулята
Основной составляющей частью спермограммы является микроскопический анализ эякулята, при котором определяют характеристики клеточных элементов спермы, а именно: количество сперматозоидов, подвижность сперматозоидов, морфологические характеристики сперматозоидов, количество и типы лейкоцитов, количество и типы незрелых клеток сперматогенеза и пр. Кроме того, обязательно фиксируются макроскопические параметры эякулята: объём спермы, цвет, время разжижения и вязкость эякулята, pH. Иногда дополнительно проводят биохимический анализ эякулята, при котором наиболее часто исследуют содержание в сперме фруктозы, цинка, альфа-глюкозидазы, L-карнитина.

## Параметры нормального эякулята
Представления о том, какими характеристиками обладает эякулят фертильного мужчины, менялись с течением времени. С повышением качества и количества исследований в разделе мужского бесплодия, пересматриваются и уточняются данные по сперматогенезу. Предложения разных авторов по нормам объёма эякулята, концентрации и подвижности сперматозоидов представлены в таблице.
| Автор          | Год  | Объём, мл | Концентрация, млн/мл | Подвижность, % |
| -------------- | ---- | --------- | -------------------- | -------------- |
| Davis          | 1943 | 4         | 60                   | 80             |
| Sharren        | 1972 | 2         | 40                   | 70             |
| Eliasson       | 1981 | 2         | 20                   | 50             |
| Bustos-Obregon | 1981 | 1,5       | 20                   | 40             |
| Van Zyl        | 1976 | 2         | 10                   | 30             |
| Нормы ВОЗ      | 1999 | 2         | 20                   | 50             |
| Нормы ВОЗ      | 2010 | 1,5       | 18                   | 32             |

В СССР и в настоящее время в России не существует специальных документов Минздрава, устанавливающих нормы фертильного эякулята. Медицинские учреждения вправе оценивать фертильность эякулята по собственным нормам. Большой популярностью среди врачей пользуются нормы, предложенные Всемирной организацией здравоохранения (ВОЗ). Распространенность норм ВОЗ настолько велика среди врачей, что эти нормы могут считаться общепризнанными в настоящее время, а книга «Руководства ВОЗ по лабораторному исследованию эякулята человека и взаимодействия сперматозоидов с цервикальной слизью» является наиболее авторитетным изданием, посвященным правилам проведения спермограммы.
В последнем издании «Руководства ВОЗ по лабораторному исследованию эякулята человека и взаимодействия сперматозоидов с цервикальной слизью» (Cambridge University Press, 1999) предложены следующие нормативные показатели фертильного эякулята:
| Показатель                      | Значение |
| ------------------------------- | --- |
| Объем                           | 2 мл и более |
| pH                              | 7,2 и более |
| Концентрация сперматозоидов     | 20 млн/мл и более |
| Общее количество сперматозоидов | 40 млн и более |
| Подвижность сперматозоидов      | 50 % или более подвижных (категории A+B) или 25 % или более с поступательным движением (категория A) в течение 60 мин после эякуляции |
| Жизнеспособность сперматозоидов | 50 % и более живых |
| Концентрация лейкоцитов         | менее 1 млн/мл |
| Антиспермальные антитела        | менее 50 % сперматозоидов, ассоциированных с АСАТ, выявленных методами MAR, либо ImunnoBeat                                           |

ВОЗ не дает специальных рекомендаций относительно нормы количества сперматозоидов с нормальной морфологией, указывая на то обстоятельство, что исследования нормативных значений сперматозоидов находятся пока в стадии проведения.

### Нормы ВОЗ 2010 года
В 2010 году ВОЗ внесла новые изменения в референсные значения показателей эякулята, изменив методику его обработки и исследования. В последнем, 5-м издании «WHO laboratory manual for the examination and processing of human semen» изменены нормы количества и подвижности сперматозоидов, количества нормальных форм сперматозоидов. Так, например, упразднена классификация подвижных спермиев: по группам а, b, c, d. Вместо этого предлагается классификация сперматозоидов с прогрессивным движением, непрогрессивным движением и неподвижные.
Ниже приводятся нормы показателей эякулята, согласно последним рекомендациям ВОЗ 2010 года:
| Показатель                                  | Значение       |
| ------------------------------------------- | -------------- |
| Объем эякулята, мл                          | 1,5 мл и более |
| Общее количество сперматозоидов, млн        | 39 и более     |
| Концентрация сперматозоидов, млн в 1 мл     | 15 и более     |
| Общая подвижность сперматозоидов, %         | 40 и более     |
| Сперматозоидов с прогрессивным движением, % | 32 и более     |
| Жизнеспособность, %                         | 58 и более     |
| Морфология: нормальных форм, %              | 4 и более      |

## Патологические состояния спермы
Эякулят, соответствующий принятым нормативным значениям, называют нормальным и состояние этого эякулята обозначают термином «нормоспермия», или «нормозооспермия».
ВОЗ предлагает следующие термины для описания патологических состояний эякулята:
- олигозооспермия — концентрация сперматозоидов ниже нормативного значения;
- астенозооспермия — подвижность сперматозоидов ниже нормативного значения;
- тератозооспермия — морфология сперматозоидов ниже нормативного значения;
- азооспермия — отсутствие сперматозоидов в эякуляте;
- аспермия — отсутствие эякулята (в таком значении соответствует термину «анэякуляция», но некоторые специалисты используют термин «аспермия» для описания эякулята, в котором отсутствуют не только сперматозоиды, но и незрелые клетки сперматогенеза).

Термины «олигозооспермия», «астенозооспермия» и «тератозооспермия» при наличии соответствующих отклонений в эякуляте могут быть объединены в одно слово, например: «олигоастенотератозооспермия», «астенотератозооспермия» и т. п.
Кроме того, распространены следующие термины:
- олигоспермия — объём эякулята ниже нормативного значения;
- лейкоцитоспермия, так же лейкоспермия, так же пиоспермия — концентрация лейкоцитов выше нормативного значения.

Иногда можно встретить следующие термины:
- акиноспермия (акинозооспермия) — полная неподвижность сперматозоидов;
- некроспермия (некрозооспермия) — отсутствие живых сперматозоидов в эякуляте;
- криптоспермия (криптозооспермия) — предельно малое количество сперматозоидов, которые могут быть обнаружены в эякуляте с большим трудом после центрифугирования спермы;
- гемоспермия — присутствие крови (эритроцитов) в эякуляте.

## Правила проведения анализа эякулята

### Условия получения эякулята
Мужчинам перед сдачей спермы для анализа рекомендовано воздержание от половой жизни и мастурбации в течение 2—7 дней. Этот период рекомендован для стандартизации условий проведения анализа, для того чтобы можно было сравнивать результаты, полученные в разных лабораториях. Также обычно рекомендуют за 2—5 дней избегать чрезмерного употребления крепких спиртных напитков (хотя влияние алкоголя на качество спермы в этот период не показано). Также в течение нескольких дней до анализа следует избегать посещения саун, парных, термальных ванн и прочих помещений с очень высокой температурой, так как высокая температура снижает подвижность сперматозоидов.
Наиболее распространенным способом получения спермы для анализа является мастурбация; этот метод рекомендован ВОЗ. Иные методы имеют недостатки. К таким методам относятся: прерванный половой акт и использование специального медицинского презерватива без смазки. Эякулят получают в посуду, предложенную соответствующим медицинским учреждением. Как правило, используют специальные стерильные стаканчики для сбора жидких биологических выделений (моча, кал). Возможно получение эякулята вне медицинского учреждения (например, дома) с последующей быстрой транспортировкой при теплой температуре в лабораторию.

### Время разжижения эякулята и вязкость
Нормальная сперма сразу после эякуляции представляет собой коагулят, или попросту вязкую жидкость. С течением некоторого времени сперма становится жидкой. Этот период времени называют «время разжижения». Обычно эякулят разжижается в течение 15—60 минут. Если эякулят не разжижается в течение 1 часа, то как правило, он уже не разжижается вовсе.
Разжижение эякулята определяют по так называемой «длине нити». Стеклянной или пластиковой палочкой (пипеткой) касаются эякулята и поднимают палочку над поверхностью эякулята, если за палочкой тянется «нить» более 2 см, то эякулят не разжижен. Для определения «длины нити» в современной медицине чаще пользуются выпусканием эякулята из 5 мл серологической пипетки. «Длина нити» характеризует параметр «вязкость». Вязкость и время разжижения — связанные параметры.
Вязкость сперме придает гликопротеин семеногелин, который образуется в семенных пузырьках. Функции семеногелина до конца не известны, предполагается, что он связывается с лигандами на поверхности сперматозоидов и поддерживает их в неактивном состоянии. Во время эякуляции к сперматозоидам и соку семенных пузырьков подмешивается сок предстательной железы, который содержит так называемый «простатический специфический антиген». Этот протеолитический фермент разрушает семеногелин, что приводит к разжижению спермы и предположительно переводит сперматозоиды в активное состояние (наряду с прочими факторами). Неразжижение эякулята указывает на дисфункцию предстательной железы.
Поскольку повышенная вязкость эякулята может повлиять на достоверность микроскопического анализа, то не разжижившийся в течение 1 часа эякулят следует искусственно разжижить с помощью протеолитических ферментов (например, фармакопейного трипсина).

### Объём эякулята
Объём эякулята обычно измеряют с помощью градуированной серологической пипетки (одновременно определяют вязкость). В большинстве лабораторий объём эякулята менее 2 мл считают не соответствующим норме, состояние такого эякулята характеризуют как «олигоспермия». Основной объём эякуляту придают сок семенных пузырьков (около двух третей объёма) и сок предстательной железы (около одной трети объёма). Недостаточность объёма эякулята может быть вызвана ретроградной эякуляцией, дисфункцией, гипоплазией семенных пузырьков, дисфункцией предстательной железы, гипогонадизмом, непроходимостью (полной или частичной) семявыбрасывающих протоков, коротким периодом воздержания от половой жизни перед сдачей спермы для анализа.

### Кислотность (pH) эякулята
Кислотность эякулята определяют после разжижения с помощью индикаторной бумаги или pH-метра. В качестве нормального показателя ВОЗ рекомендует значение pH не менее 7,2. Эякулят большинства мужчин имеет pH 7,8—8,0.

### Цвет и запах эякулята
Цвет эякулята в современной медицине не имеет серьёзного диагностического значения, его фиксация на бланке спермограммы — дань традиции. По традиционным представлениям нормальный эякулят имеет «беловато-сероватый» цвет, иногда его характеризуют как «опалесцирующий», «мутно-белый». Прозрачный эякулят может указывать (но не обязательно) на содержание малого количества сперматозоидов в эякуляте. Желтоватый или розоватый оттенок эякулята иногда связывают с гемоспермией. Микроскопический анализ с точностью определяет количество сперматозоидов и эритроцитов в сперме, поэтому нет необходимости в фиксации цвета эякулята.
Некоторые лаборатории фиксируют запах эякулята. Его характеризуют как «специфический» (в некоторых устаревших медицинских книгах (например, в «Руководстве ВОЗ…», 1991) сравнивают с запахом цветов каштана). Запах эякуляту придает вещество спермин, секретируемое предстательной железой. Функции спермина неизвестны. Некоторые андрологи по запаху эякулята судят о секреторной активности предстательной железы, однако диагностическая ценность такого подхода неизвестна.

### Количество сперматозоидов
Количество сперматозоидов выражают в относительном значении (концентрация или количество в 1 мл эякулята) и в абсолютном значении (общее количество в эякуляте). Как правило, для определения количества сперматозоидов используют счётные камеры — устройства, позволяющие наблюдать в микроскоп сперматозоиды в определённом объёме жидкости (это позволяет путём арифметических действий определить количество сперматозоидов в 1 мл, то есть концентрацию). Для подсчета сперматозоидов используют либо счетные камеры для форменных элементов крови — гемацитомеры («Камера Горяева», камера «Нейбауэра»), либо специальные счётные камеры для спермы («Камера Маклера» и пр.). Также существуют быстрые методы определения концентрации, например, подсчет сперматозоидов на предметном стекле. Если накрыть каплю спермы 10 мкл покровным стеклом 22×22, то количество сперматозоидов в поле зрения микроскопа на увеличении 400 крат будет приблизительно равно количеству миллионов сперматозоидов в 1 мл эякулята. Существуют компьютеризированные системы определения концентрации сперматозоидов — так называемые сперманализаторы. Такой прибор представляет собой микроскоп с установленной видеокамерой и системой оценки изображения.
При всех методах определения количества сперматозоидов сначала получают данные по концентрации. Затем путём умножения концентрации на объём получают данные об общем количестве сперматозоидов в эякуляте. По предложению ВОЗ нормальный эякулят имеет не менее 20 млн сперматозоидов в 1 мл объёма или не менее 40 млн во всем объёме. Состояние эякулята с меньшим количеством сперматозоидов характеризуется как «олигозооспермия».
Иногда количество сперматозоидов настолько мало, что не может быть выражено в определённой концентрации (допустим, врач увидел только несколько сперматозоидов, изучив не одну пробу эякулята). В этом случае говорят о «единичных сперматозоидах в поле зрения», «единичных сперматозоидах на препарате» или «единичных сперматозоидах в эякуляте». Иногда сперматозоиды можно обнаружить, только проведя осаждение спермы в центрифуге и исследовав с помощью микроскопа осадок.

### Подвижность сперматозоидов
По подвижности сперматозоиды разделяют на 4 категории: A, B, C и D:
| Категория   | Название                      | Характеристика движения                                                                                                  |
| ----------- | ----------------------------- | --- |
| Категория A | Прогрессивно-активноподвижные | Движутся прямолинейно со скоростью не менее 25 мкм/с (в течение двух секунд преодолевают расстояние, равное своей длине) |
| Категория B | Прогрессивно-слабоподвижные   | Движутся прямолинейно со скоростью менее 25 мкм/с                                                                        |
| Категория C | Непрогрессивно-подвижные      | Движутся либо непрямолинейно, либо просто шевелятся на месте                                                             |
| Категория D | Неподвижные                   | Неподвижны |

Предполагается, что достичь яйцеклетку способны сперматозоиды категорий A и B (сперматозоиды категории B иногда могут увеличить свою скорость после капацитации, наступающей во влагалище и шейке матки). Долю сперматозоидов разных категорий подвижности определяют либо на предметном стекле «на глазок», либо в счетной камере, либо с помощью компьютеризированного спермоанализатора.
По предложению ВОЗ эякулят считается нормальным при выполнении хотя бы одного из двух условий: 1) если доля сперматозоидов категории подвижности A не меньше 25 %, 2) либо если доля сперматозоидов категорий подвижности A и B в сумме не меньше 50 %. Состояние эякулята, не удовлетворяющее данным условиям, характеризуется как «астенозооспермия».

### Анализ морфологической нормальности сперматозоидов

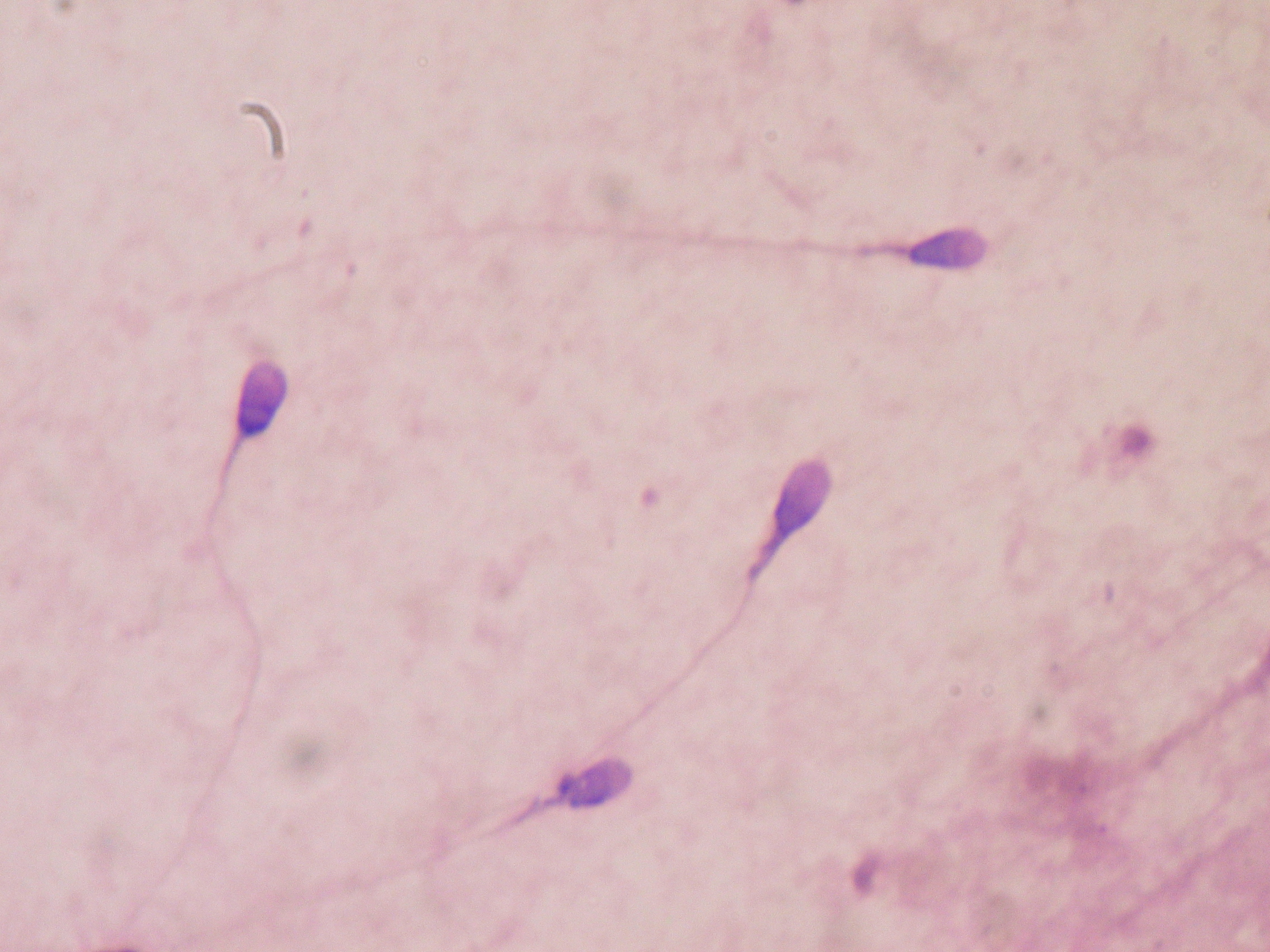
Сперматозоиды человека на окрашенном мазке.

Аномалии сперматозоидов.

Анализ морфологической нормальности сперматозоидов или попросту «морфология сперматозоидов» выполняется с помощью микроскопа. Врач-лаборант определяет долю сперматозоидов, чей вид соответствует норме, и долю сперматозоидов с аномальной морфологией. Для анализа используют либо нативную сперму, либо приготовляют окрашенный на стекле мазок спермы. Окраска мазка производится гистологическими красителями, в простейшем случае гематоксилином, в более сложных случаях производят комплексную окраску по методам Шорра, Папаниколау или Романовского-Гимзе.
В сперме всегда содержится большое количество аномальных сперматозоидов. Аномальная морфология может касаться строения головки (аномальная форма, размер, отсутствие или уменьшенная акросома), строения шейки и средней части (искривление, аномальный размер), жгутика (искривление, отсутствие или множественное количество жгутиков, размер). ВОЗ не дает однозначных рекомендаций относительно того, какая доля аномальных сперматозоидов допустима в нормальной сперме. В издании «Руководства…» 1992 года упор был сделан на рекомендации исследовать морфологию в нативном эякуляте с помощью оптики «светлого поля»; при таком методе доля аномальных сперматозоидов не должна превышать 50 % в нормальном эякуляте. В издании «Руководства ВОЗ» 1999 года упор сделан на рекомендации исследовать морфологию в нативном эякуляте с помощью оптики «фазового контраста»; при таком методе доля аномальных сперматозоидов не должна превышать 70 % в нормальном эякуляте. Но в этом же издании также рекомендуется использовать так называемые «Строгие критерии Крюгера» для исследования морфологии на окрашенном мазке спермы. Согласно этим критериям (применимым только для мазка) доля аномальных сперматозоидов не должна превышать 85 %. Таким образом, установление норм количества аномальных сперматозоидов зависит от метода оценки морфологии сперматозоидов. Наиболее точным методом считается исследование окрашенного мазка. Состояние эякулята, не удовлетворяющее нормам по морфологии сперматозоидов, характеризуется как «тератозооспермия».

### Жизнеспособность сперматозоидов
Жизнеспособность сперматозоидов характеризуется долей живых сперматозоидов. Подвижный сперматозоид всегда живой. Неподвижный сперматозоид может быть либо живым, но с нарушенными функциями движения, либо мёртвым. ВОЗ предлагает в качестве нормы жизнеспособности — не менее 50 % живых от общего числа. Таким образом, если доля подвижных сперматозоидов (категории A, B, C) 50 % и более, то нет необходимости в проведении специального исследования на жизнеспособность. Этот параметр имеет смысл исследовать при астенозооспермии. Наиболее распространены два метода оценки жизнеспособности сперматозоидов. Оба метода основаны на факте нарушения целостности наружной мембраны у клетки вскоре после её гибели:
- «Суправитальное окрашивание эозином» основано на неспособности этого красителя проникать через клеточные мембраны. Таким образом, эозин не может проникнуть внутрь живого сперматозоида. Эозин проникает внутрь мертвого сперматозоида (поскольку целостность его наружной мембраны нарушена) и окрашивает его в розовый цвет. Для осуществления окрашивания каплю спермы на предметном стекле смешивают с каплей 0,5 % водного раствора эозина (5 г/л эозина, 9 г/л раствора хлорида натрия) и исследуют препарат с помощью микроскопа. Мёртвые сперматозоиды окрашены в розовый цвет;
- «Гипоосмотический тест» основан на набухании живых сперматозоидов, помещённых в гипотонический раствор, мёртвые сперматозоиды не набухают. Для осуществления теста 1 каплю спермы добавляют к 10 каплям раствора цитрата натрия (0,735 г/л) и фруктозы (1,351 г/л), смесь выдерживают 30—120 мин при 37 °C, затем исследуют с помощью микроскопа. Живые сперматозоиды набухают, что выражается в искривлении хвостов (образуются петли), мёртвые сперматозоиды не меняют свою форму.

### Содержание округлых клеток
Округлыми, или круглыми, клетками называют нежгутиковые клеточные элементы спермы. Другими словами, округлые клетки — все, что не сперматозоиды. В это собирательное понятие входят две различные по происхождению группы клеток: лейкоциты и так называемые «незрелые клетки сперматогенеза». Понятие «округлые клетки» появилось, потому что невозможно средствами световой микроскопии отличить в нативном эякуляте лейкоциты от незрелых клеток сперматогенеза. Клетки, нетипичные для эякулята (эритроциты, эпителиальные клетки семявыносящих путей и пр.), к «округлым клеткам» не относят.
Диагностическая значимость параметра «количество округлых клеток» не ясна. В прошлом ВОЗ предложила норму не более 5 млн/мл, обосновывая её тем, что при превышении количества округлых клеток 5 млн/мл велика вероятность превышения нормы содержания лейкоцитов (не более 1 млн/мл). Впоследствии норма «не более 5 млн/мл» была отменена.
Незрелыми клетками сперматогенеза называют клетки сперматогенного ряда, то есть предшественники сперматозоидов. К ним относят сперматогонии, сперматоциты первого и второго порядков и сперматиды (см. сперматогенез). В эякуляте всегда содержатся незрелые клетки сперматогенеза, их количество сильно варьирует (обычно 2—5 млн/мл, но может достигать нескольких десятков миллионов в 1 мл). По всей видимости, количество незрелых клеток сперматогенеза не имеет диагностического значения.

### Содержание лейкоцитов
Согласно распространенной точке зрения повышенное содержание лейкоцитов в сперме может свидетельствовать о наличии воспалительных процессов в придаточных половых железах (предстательная железа, семенные пузырьки). По предложению ВОЗ нормальный эякулят имеет не более 1 млн лейкоцитов в 1 мл. Состояние эякулята с большим количеством лейкоцитов характеризуется как «лейкоцитоспермия».
Подавляющее большинство лейкоцитов в сперме представлено нейтрофильными сегментоядерными гранулоцитами. Остальные типы лейкоцитов в нормальном эякуляте встречаются редко, поэтому методы выявления лейкоцитов направлены на выявление сегментоядерных гранулоцитов. В нативном неокрашенном эякуляте невозможно достоверно отличить гранулоциты от незрелых клеток сперматогенеза. Простейшим методом выявления гранулоцитов является микроскопия окрашенного мазка спермы. Достаточно обработать мазок спермы любым красителем, окрашивающим ядро, например, гематоксилином. Округлые клетки с сегментированными ядрами определяются как гранулоциты. Существуют также методы окраски гранулоцитов с помощью так называемого «пероксидазного теста» — к сперме добавляют бесцветный субстрат, расщепляемый пероксидазой на окрашенный продукт. Гранулоциты имеют в составе пероксидазу, расщепляют субстрат и окрашиваются в жёлтый цвет.
Выявление лейкоцитов также имеет значение для диагностики причин азооспермии. Обструктивная азооспермия обусловлена непроходимостью семявыносящих путей, секреторная азооспермия обусловлена подавленным сперматогенезом. При секреторной азооспермии в эякуляте обычно присутствуют незрелые клетки сперматогенеза, при обструктивной азооспермии незрелые клетки сперматогенеза отсутствуют (из-за непроходимости половых путей). Если при азооспермии все округлые клетки эякулята определяются как лейкоциты, то велика вероятность обструктивной азооспермии.

### Выявление антиспермальных антител
Антиспермальными антителами (АСАТ) называют антитела против антигенов сперматозоидов. Такие антитела может вырабатывать как организм мужчины, так и организм женщины. Причиной появления является контакт иммунной системы с сперматозоидами при заболеваниях половых органов. Антиспермальные антитела могут вызывать бесплодие иммунной природы. Связываясь с антигенами на головке сперматозоидов, антиспермальные антитела могут блокировать рецепторы связывания сперматозоида и яйцеклетки (сперматозоид не может присоединиться к оболочке яйцеклетки, чтобы начать акросомную реакцию). Связываясь с антигенами на хвосте сперматозоида, АСАТ могут затруднить движения сперматозоида. АСАТ вызывают повышенную фрагментацию ДНК, патогенез патоспермии при иммунном бесплодии связан с оксидативным стрессом.
Распространенным признаком присутствия в сперме АСАТ является так называемая «спермагглютинация» — специфическое склеивание сперматозоидов, прилипание сперматозоидов друг к другу. Спермагглютинацию следует отличать от так называемой «спермагрегации» — неспецифического склеивания вследствие присутствия в сперме слизи. Спермагрегация является вариантом нормы и клинического значения не имеет. При спермагглютинации подвижные сперматозоиды образуют небольшие группы склеивания — несколько сперматозоидов склеиваются одинаковыми частями своей клетки — «головка к головке» или «хвост к хвосту» или «шейка к шейке». Подобные группы склеивания иногда называют «розетки». Как правило, количество розеток невелико — одно на несколько полей зрения микроскопа, но может носить и массовый характер. Округлые клетки в агглютинации не участвуют и в состав «розеток» не входят. При агрегации сперматозоиды образуют большие скопления (от десятков до сотен). Такие скопления часто образуют форму «тяжа» и включают в себя округлые клетки.
Существуют иммунохимические методы определения АСАТ. Наиболее распространённым в современной лабораторной практике является метод MAR (Mixed Antiglobulin Reaction). При этом методе к капле спермы на стекле добавляют каплю суспензии силиконовых микрочастиц, связанных с антителами кролика против антител человека. Такие частицы связываются с антителами человека. Если в сперме присутствуют АСАТ, то частицы приклеиваются к сперматозоидам. В поле зрения микроскопа в этом случае наблюдают сперматозоиды с присоединенными микрочастицами. Если количество сперматозоидов, несущих микрочастицы, превышает 50 %, то делают заключение о наличие в сперме «антиспермальных антител».